# Särkijärvi (sjö i Finland, Norra Österbotten, lat 66,33, long 28,70)
Särkijärvi är en sjö i Finland. Den ligger i kommunen Kuusamo i landskapet Norra Österbotten, i den norra delen av landet, 700 km norr om huvudstaden Helsingfors. Särkijärvi ligger 244 meter över havet. Den är 2,2 meter djup. Arean är 68,3 hektar och strandlinjen är 5,32 kilometer lång. Sjön  ingår i Koundaälvens huvudavrinningsområde. 